# Menville
Menville – miejscowość i gmina we Francji, w regionie Oksytania, w departamencie Górna Garonna.
Według danych na rok 1990 gminę zamieszkiwało 301 osób, a gęstość zaludnienia wynosiła 59 osób/km² (wśród 3020 gmin regionu Midi-Pireneje Menville plasuje się na 766. miejscu pod względem liczby ludności, natomiast pod względem powierzchni na miejscu 1480.).